# Indonéská národní revoluce

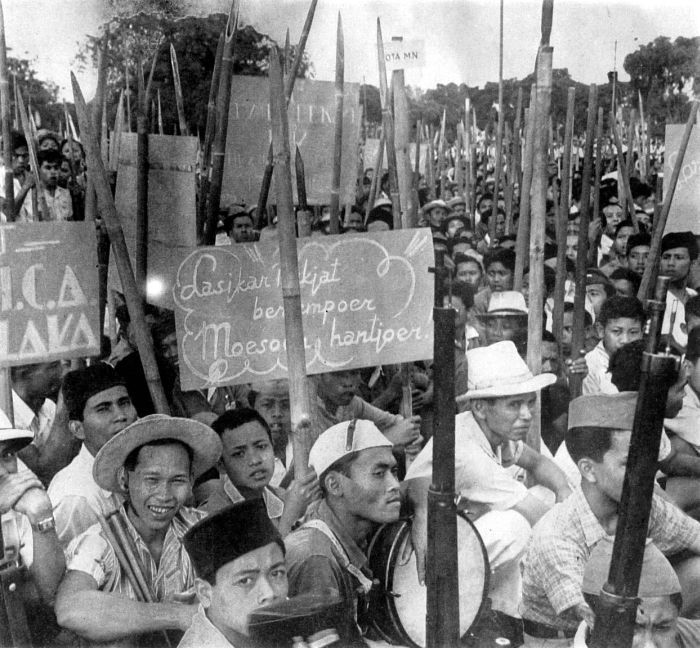
Sukarnovi povstalci

Indonéská revoluce či Indonéská válka o nezávislost (indonésky Perang Kemerdekaan Indonesia), byl boj indonéských nacionalistů o nezávislost na nizozemském kolonialismu, který probíhal v letech 1945–1949. Po kapitulaci Japonska v roce 1945, nacionalistický vůdce Sukarno vyhlásil nezávislou Indonésii (Proklamasi Kemerdekaan Indonesia). Nizozemci se však pokusili indonéské ostrovy, které patřily do nizozemské koloniální říše před druhou světovou válkou, znovu ovládnout. Národní strana Indonésie vedená Sukarnem se jim však postavila na odpor a zahájila ozbrojený boj. Koncem roku 1945 Britové zprostředkovali mír a byly vytvořeny Spojené státy indonéské, s omezeným nizozemským vlivem. Nizozemci se s ním však nespokojili a roku 1947 provedli tzv. „policejní razii“, kterou chtěli zemi znovu ovládnout. Pod tlakem OSN bylo v prosinci 1947 uzavřeno příměří. V roce 1948 v zemi vypuklo komunistické povstání. Sukarno se ho rozhodl potlačit, avšak Nizozemci situace přesto využili k nové intervenci. Dobyli Jakartu a uvěznili Sukarnovu vládu. To však vyvolalo silnou kritiku ze světa, která Nizozemce přinutila k jednání na haagské konferenci. Tam byla v roce 1949 dosažena dohoda a Indonésie získala nezávislost. V čele nového státu stanul Sukarno. Tím zanikla Nizozemská východní Indie. Nizozemci udrželi moc jen v části ostrovů, která byla zvána Nizozemská Nová Guinea, avšak jen do roku 1962. V roce 1963 byla i tato oblast připojena k Indonésii.